# Église de la Mère-de-Dieu de Malacca
Pour les articles homonymes, voir Église de la Mère-de-Dieu.
L’église de la Mère-de-Dieu de Malacca (plus tard connue sous le nom de église Saint-Paul) était un ancien édifice religieux catholique sis sur la colline Saint-Paul, en Malaisie. Édifiée au début du XVIe siècle et confiée à saint François Xavier, l’église devint un temple réformé hollandais (rebaptisé « église Saint-Paul ») au XVIIe siècle, puis elle fut abandonnée à divers usages non-religieux. Les ruines du bâtiment historique font aujourd’hui partie du Malacca Museum Complex.

## Histoire

### Origine auXVIesiècle
Une simple chapelle dédiée à la Vierge Marie, Notre-Dame de l’Annonciation (Nossa Senhora da Annunciada), est construite sur la « colline Saint-Paul » en 1521 par un gentilhomme portugais, Duarte Coelho, en acte de gratitude pour avoir survécu à une grave tempête qui sévit en mer de Chine méridionale.

### Saint Xavier et des jésuites

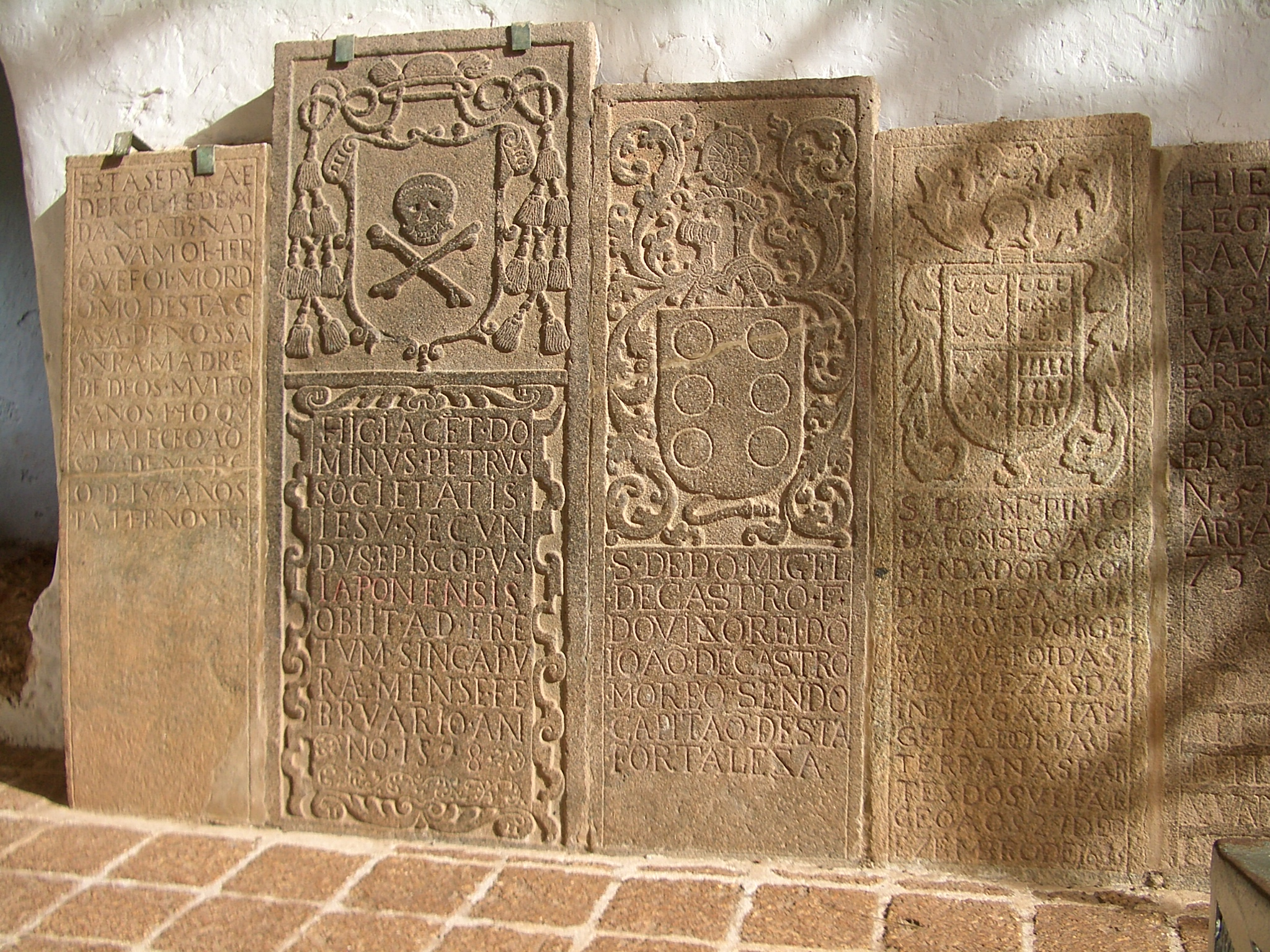
Pierre tombale de l'évêque Pedro Martins (deuxième à partir de la gauche)

Saint François-Xavier visite Malacca une première fois en août 1545. Il y est de retour en juillet 1547 (et entend parler pour la première fois des « îles du Japon ») pour repartir vers l’Inde en décembre de la même année. L’évêque de Goa, João Afonso de Albuquerque, qui a juridiction catholique sur l’Extrême-Orient, lui fait don de la chapelle en 1548. Une école est ouverte (le collège Saint-Paul) qu’il confie à François Perez (envoyé de Goa) et au frère Roque de Oliveira. C’est sans doute la première institution scolaire moderne ouverte dans la péninsule de Malaisie. 
Église et petite résidence deviennent le centre des activités des missionnaires jésuites dans la région, et le lieu de transit pour les missionnaires qui voyagent de Goa vers le Japon, ou l’inverse. Quelque temps après sa mort sur l’île de Sancian, au large de la Chine (3 décembre 1552), le corps de saint Xavier est ramené à Malacca (en 1553) et enterré dans l’église de la Mère-de-Dieu, avant d’être transféré à Goa. L’endroit exact de ce qui fut sa tombe est connu et signalé aux visiteurs. 
La chapelle est agrandie en 1556. Un clocher y est ajouté en 1590. Elle est alors nouvellement consacrée sous le nom d’église de la Mère-de-Dieu. Peu après, en 1592, un caveau est aménagé comme lieu de sépulture où reposent des personnalités portugaises d’Extrême-Orient, dont le second évêque du diocèse de Funay (premier diocèse du Japon), Pedro Martins. 

### Église réformée hollandaise
Poursuivant leur expansion coloniale asiatique les Néerlandais prennent Malacca aux portugais en 1641. L’église de la Mère-de-Dieu est reconsacrée comme église Saint-Paul (qui sera cependant connue sous le nom de Bovenkerk, c’est-à-dire « Haute-Église ») et utilisée  par l’Église réformée hollandaise.  Elle est le lieu de culte principal de la communauté hollandaise jusqu'à ce qu'une nouvelle Bovenkerk soit construite en 1753, qui s’appelle aujourd’hui Église du Christ (en) (Christ Church).

### Abandon de l’église

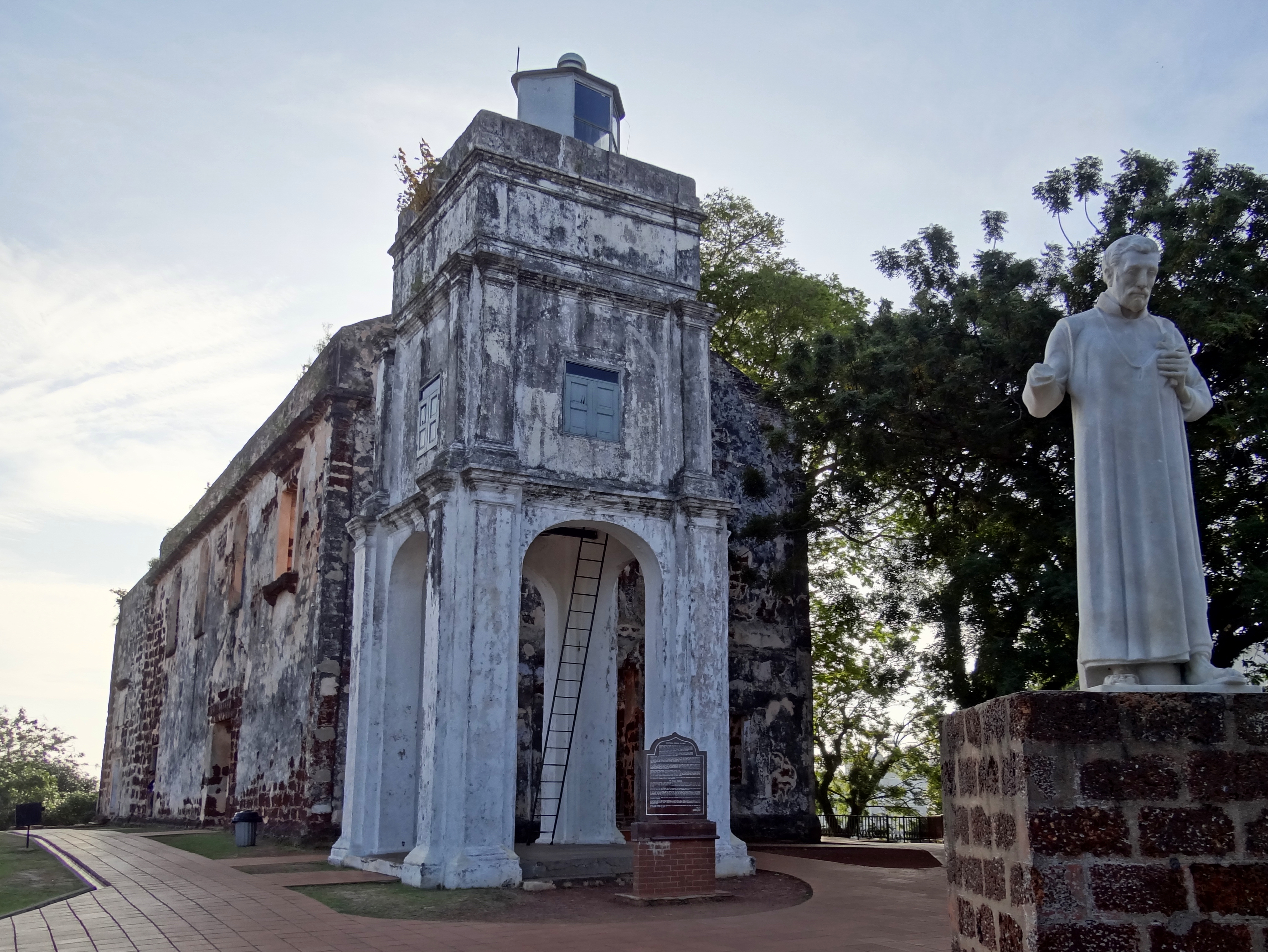
La statue de saint François-Xavier devant l'église

L’ancienne église est alors désacralisée. Sa structure architecturale est modifiée et ses murs solidifiés en vue de renforcer les fortifications de Malacca. La nef devient un cimetière. Avec l’arrivée des Anglais en 1824 le bâtiment est utilisé comme arsenal et entrepôt à explosifs, et se détériore davantage.

### Monument historique
Historiens et archéologues commencent à s’y intéresser en 1924. L’ancien caveau portugais, sous le sanctuaire de l’église, est dégagé. Des fouilles sont faites en 1930 par la Société historique de Malacca nouvellement créée par C.E. Bone. Les pierres tombales dispersées dans les environs de l’église sont rassemblées et fixées aux murs de la nef.
En 1952, quatrième centenaire de la mort de l’apôtre d’Orient, une statue de saint François Xavier est érigée devant le bâtiment en ruines. Le lendemain de l’érection de la statue, la chute d’un casuarina casse l’avant-bras droit de saint Xavier… Coïncidence : c’est ce bras droit qui, séparé du corps en 1614 (à Goa), fut emporté comme relique à Rome afin d'être placé au-dessus de l’autel de la chapelle Saint-François-Xavier dans l’église du Gesù.